# Rock of the Westies
Rock of the Westies é o décimo álbum de estúdio gravado pelo cantor e compositor britânico Elton John, lançado em outubro de 1975.
O nome "Rock Of The Westies" é um esponerismo da frase "Oeste do Rockies", bem como uma possível referência a pessoas de "Westy", um bairro suburbano em Warrington, Inglaterra.

## Faixas
1. "Medley(Yell Help/Wednesday Night/Ugly)" – 6:13
2. "Dan Dare (Pilot of the Future)" – 3:30
3. "Island Girl" – 3:42
4. "Grow Some Funk of Your Own" (John, Davey Johnstone, Taupin) – 4:43
5. "I Feel Like a Bullet (In the Gun of Robert Ford)" – 5:28
6. "Street Kids" – 6:23
7. "Hard Luck Story" (Ann Orson/Carte Blanche) – 5:10
8. "Feed Me" – 4:00
9. "Billy Bones and the White Bird" – 4:24

## Faixas bónus (1990 Polygram e MCA relançado)
1. "Planes" – 4:31
2. "Sugar on the Floor" (Kiki Dee) – 4:31

## Faixas bónus (1995 Mercury relançado)
1. "Don't Go Breaking My Heart" [com Kiki Dee] (Ann Orson/Carte Blanche) – 4:28